# 거리

거리(距離, distance)는 어떤 사물이나 장소가 공간적으로 얼마나 멀리 떨어져 있는가를 수치로 나타낸 것이다. 물리학이나 일상적인 상황에서 거리는 물리적인 거리나 시간의 간격을 말하는 것이 보통이나 다른 기준을 따르기도 한다. 수학 용어로서의 거리는 더 엄밀하게 정의되고 사용된다.

## 수학

### 기하학
해석기하학에서 좌표평면위의 두 점 (x1,y1) 과(x2,y2) 사이의 거리는
{\displaystyle d={\sqrt {(\Delta x)^{2}+(\Delta y)^{2}}}={\sqrt {(x_{2}-x_{1})^{2}+(y_{2}-y_{1})^{2}}}}
이다. 마찬가지로, 3차원 공간에서 두 점 (x1,y1,z1) 과 (x2,y2,z2) 사이의 거리는
{\displaystyle d={\sqrt {(\Delta x)^{2}+(\Delta y)^{2}+(\Delta z)^{2}}}={\sqrt {(x_{2}-x_{1})^{2}+(y_{2}-y_{1})^{2}+(z_{2}-z_{1})^{2}}}}
이다. 이 공식은 직각삼각형에서 빗변의 길이에 대한 피타고라스의 정리를 이용하여 유도할 수 있다.
이 가장 일반적인 거리는 유클리드 거리라고 하며, 비유클리드 기하학에서는 이 공식이 성립하지 않는다.

### 유클리드 공간에서의 거리
유클리드 공간 Rn에서, 두 점의 거리는 유클리드 거리(2-노름 거리)로 주어진다. 다른 노름을 이용한 거리가 사용되기도 한다.
점 (x1, x2, ...,xn)과 점 (y1, y2, ...,yn)이 주어졌을 때, p차 민코프스키 거리(혹은 "p-노름 거리")는 다음과 같이 정의된다:
| 1-노름 거리    | {\displaystyle =\sum _{i=1}^{n}\left\|x_{i}-y_{i}\right\|}                                            |
| 2-노름 거리    | {\displaystyle =\left(\sum _{i=1}^{n}\left\|x_{i}-y_{i}\right\|^{2}\right)^{1/2}}                     |
| p-노름 거리    | {\displaystyle =\left(\sum _{i=1}^{n}\left\|x_{i}-y_{i}\right\|^{p}\right)^{1/p}}                     |
| 무한 노름 거리 | {\displaystyle =\lim _{p\to \infty }\left(\sum _{i=1}^{n}\left\|x_{i}-y_{i}\right\|^{p}\right)^{1/p}} |
|                | {\displaystyle =\max \left(\|x_{1}-y_{1}\|,\|x_{2}-y_{2}\|,\ldots ,\|x_{n}-y_{n}\|\right).}           |

p는 정수가 아니어도 되며, 1보다 작을 수는 없다. 1보다 작을 경우, 삼각 부등식이 성립하지 않는다.
2-노름 거리는 유클리드 거리로, 일반적으로 두 점 사이의 거리를 자로 재었을 때의 "직관적인" 거리와 같다.
1-노름 거리는 "맨해튼 거리"나 "택시 거리"라고 불리는데, 이는 바둑판처럼 깔끔하게 정비된 도시에서를 자동차로 움직일 때의 거리와 같기 때문이다.
무한 노름 거리는 체비쇼프 거리로도 불린다.
p-노름에서 1이나 2, 무한 이외의 p 값은 자주 쓰이지는 않는다.

### 일반 경우
수학, 특히 기하학에서 집합 M의 거리 함수 d는 실수 R에 대해 d: M×M → R처럼 주어지며, 다음 조건을 만족한다:
- d(x,y) ≥ 0 이고, d(x,y) = 0 if and only if x = y. (다른 두 점간의 거리는 양수 값을 가지며, 자기 자신까지의 거리는 0이다.)
- 대칭이다: d(x,y) = d(y,x). (x에서 y까지의 거리는 어느 방향이나 같다.)
- 삼각 부등식을 만족한다: d(x,z) ≤ d(x,y) + d(y,z). (두 점 사이의 거리는 가장 짧은 경로의 길이이다).

이러한 거리 함수가 정의된 집합을 거리 공간이라고 한다.
예를 들어, 두 실수 x와 y 사이의 거리를 d(x,y) = |x − y| 로 정의했을 때, 위 세 조건을 만족한다. 하지만 거리는 정의내리기 나름이다. 만약 거리 함수를 x = y일 경우는 d(x,y) = 0, 아닐 경우는 1로 정의한다면, 이 역시 거리 함수의 조건을 만족한다.

## 물리학적인 거리
특수 상대성 이론에 의하면 시간적인 간격과 공간적인 거리는 서로 분리할 수 없고 시공간적 거리라는 하나의 양으로서만 측정할 수 있다.
시간을 제외하고 공간만을 생각한 거리는 아래 기하학적 거리 부분에 나와 있는 식으로 계산할 수 있으며 이러한 거리는 어떤 물체가 한 곳에서 다른 곳으로 갈 때의 속도와 걸린 시간을 곱한 것(속도가 시간에 따라 달라질 경우 속도를 시간에 대해 적분한 것)과 같다.

## 다른 거리
- 마할라노비스 거리: 통계학에서 쓰이는 거리.
- 해밍 거리와 리 거리: 부호 이론에서 쓰이는 거리.
- 레벤슈타인 거리
- 유클리드 거리
- 맨해튼 거리
- 체비쇼프 거리
- 캔버라 거리
- 하우스도르프 거리

## 같이 보기
- 변위
- 거리 공간
- 길이
- 거리측량

1. ↑  한국물리학회 물리학용어집 https://www.kps.or.kr/content/voca/search.php?page=3&et=en&find_kw=distance
2. ↑  대한화학회 화학술어집 https://new.kcsnet.or.kr/?act=&vid=&mid=cheminfo&wordfield=eng&word=distance